# Supercopa de Malí
La Supercopa de Malí es el partido de fútbol en Malí en el que se enfrentan el campeón de la Primera División de Malí contra el ganador de la Copa de Malí.

## Historia
La copa se jugó por primera vez en el año 1993 cuando el Djoliba AC venció al Stade Malien y en algunas ocasiones no se ha jugado o porque el mismo equipo ganó la liga y la copa local o por razones financieras o de seguridad.
La copa se ha jugado regularmente desde el año 2005 excepto en el año 2011 cuando el Stade Malien no se presentó a jugar.

## Palmarés
| Temporada | Campeón                    | Resultado                | Finalista                  |
| --------- | -------------------------- | ------------------------ | -------------------------- |
| 1993      | Djoliba AC                 | ganó a                   | Stade Malien               |
| 1994      | Djoliba AC                 | ganó liga y copa         |                            |
| 1995-1996 | No se disputó              | No se disputó            | No se disputó              |
| 1997      | Djoliba AC                 | ganó a                   | AS Real Bamako             |
| 1998      | Stade Malien               | ganó a                   | Djoliba AC                 |
| 1999      | Djoliba AC                 | 1 - 0                    | Stade Malien               |
| 2000      | Stade Malien               | ganó a                   | Cercle Olympique de Bamako |
| 2001      | Stade Malien               | 1 - 0                    | Mamahira AC                |
| 2002-2004 | No se disputó              | No se disputó            | No se disputó              |
| 2005      | Stade Malien               | 2 - 1                    | AS Bamako                  |
| 2006      | Stade Malien               | 0 - 0 (5-4 pen)          | AS Bamako                  |
| 2007      | Stade Malien               | 1 - 0                    | Djoliba AC                 |
| 2008      | Djoliba AC                 | 5 - 2                    | Cercle Olympique de Bamako |
| 2009      | Stade Malien               | 1 - 1 (3-1 pen)          | Djoliba AC                 |
| 2010      | Stade Malien               | 2 - 1                    | AS Real Bamako             |
| 2011      | Cercle Olympique de Bamako | ganó por no presentación | Stade Malien               |
| 2012      | Djoliba AC                 | 1 - 1 (6-5 pen)          | US Bougouni                |
| 2013      | Djoliba AC                 | 0 - 0 (4-2 pen)          | Stade Malien               |
| 2014      | Stade Malien               | 1 - 0                    | Onze Créateurs de Niaréla  |
| 2015      | Stade Malien               | 0 - 0 (4-2 pen)          | Onze Créateurs de Niaréla  |
| 2016      | Onze Créateurs de Niaréla  | 1 - 0                    | Stade Malien               |
| 2017-2019 | No se disputó              | No se disputó            | No se disputó              |

## Títulos por club
| Club                       | Campeón | 2° | Años campeón                                               |
| -------------------------- | ------- | -- | ---------------------------------------------------------- |
| Stade Malien               | 10      | 5  | 1998, 2000, 2001, 2005, 2006, 2007, 2009, 2010, 2014, 2015 |
| Djoliba AC                 | 7       | 3  | 1993, 1994, 1997, 1999, 2008, 2012, 2013                   |
| Cercle Olympique de Bamako | 1       | 2  | 2011                                                       |
| Onze Créateurs de Niaréla  | 1       | 2  | 2016                                                       |
| AS Real Bamako             | -       | 2  | -----                                                      |
| AS Bamako                  | -       | 2  | -----                                                      |
| Mamahira AC                | -       | 1  | -----                                                      |
| US Bougouni                | -       | 1  | -----                                                      |